# Samuel Hitt Elbert
Samuel Hitt Elbert (1833-1899) fue gobernador del Territorio de Colorado (1873-1874) y Juez presidente de la Corte Suprema del estado estadounidense de Colorado (1879-1883).
Nació en el Condado de Logan (Ohio). A la edad de siete años, se mudó con su familia al Territorio de Iowa donde asistió al colegio público y estudió agricultura. Se graduó con matrícula de honor en la Universidad de Ohio en 1854 y se trasladó al Territorio de Nebraska para ejercer como abogado, y fue miembro del recientemente formado Partido Republicano. Fue designado secretario del Territorio de Colorado de 1862 a 1867, y organizó el Partido Republicano en este territorio. Se casó con la hija de su mentor, el gobernador territorial John Evans.
El presidente Ulysses S. Grant designó a Samuel H. Elbert como el sexto gobernador del territorio de Colorado en 1873. Este presidente fue el primero en visitar la región de las Montañas Rocosas ese mismo verano. El presidente se hospedó en la casa de Elbert y visitaron juntos a los jefes de la tribu Ute, con los cuales llegaron a un acuerdo que posibilitó la actividad minera y de ferrocarril en un área de 12.000 km² que anteriormente pertenecía a la reserva Ute. Como agradecimiento, los mineros quisieron nombrar al Monte Elbert en su honor. Asimismo, la ciudad de Elbert (Colorado) también está nombrada en su honor.